# Carlo Gualterio
Carlo Gualterio (Orvieto, 1613 - Roma, 1º de janeiro de 1673) foi um cardeal do século XVII

## Biografia
Nasceu em Orvieto em 1613. Filho de Raffaele III Gualterio, gonfaloneiro de Orvieto, e Plautilla Antoniani, sobrinha do cardeal Silvio Antoniani (1599). A família foi atribuída à nobreza de Orvieto. Tio-avô do cardeal Filippo Antonio Gualterio (1706). Tio-avô do cardeal Luigi Gualterio (1759). Era parente de Olimpia Maidalchini Pamphili , de quem era colaborador próximo. Seu sobrenome também está listado como Gualtieri.
Por sugestão e com a ajuda do Cardeal Giambattista Pamphilj, futuro Papa Inocêncio X, estudou Direito.
Por influência do cardeal Pamphilj, foi nomeado advogado consistorial; e mais tarde, advogado dos pobres. Após a eleição para o papado de Inocêncio X, ele foi encarregado das relações entre a casa Pamphilj e a Câmara Apostólica. O início das atividades romanas de Carlos se deu à sombra da poderosa Olímpia, de cuja política, juntamente com Décio Azzolini, foi sensível intérprete. Foi graças ao zelo de ambos que Olimpia pôde liquidar o recém-eleito cardeal nipote Camillo Pamphili Astalli, em cuja pessoa havia percebido uma ameaça a seus interesses pessoais; Gualterio e Azzolini, depois de interceptar uma carta particular do cardeal nipotedirigida à corte espanhola, na qual revelou os planos do papa e de Olímpia para conquistar Nápoles, conseguiram colocá-lo em má posição perante o pontífice. Uma vez destituído do cargo e destituído do título de sobrinho cardeal, eles desfrutaram da divisão dos bens pessoais do prelado deposto. Referendário dos Tribunais da Assinatura Apostólica da Justiça e da Graça. Reitor da Universidade La Sapienza , Roma.
Criado cardeal diácono no consistório de 2 de março de 1654; recebeu o chapéu vermelho e o título de S. Pancrazio, pro illa vice -diaconia, em 23 de março de 1654.
Eleito arcebispo de Fermo, com dispensa por ainda não ter recebido o presbitério, em 5 de outubro de 1654. Consagrado, em 27 de dezembro de 1654, igreja de S. Maria em Vallicella, Roma, pelo cardeal Francesco Barberini, coadjuvado por Carlo Azzolini, ex-bispo de Bagnoregio, e por Marcello Anania, bispo de Nepi e Sutri. Participou do conclave de 1655, que elegeu o Papa Alexandre VII. Por seu apoio ao novo papa durante o conclave, o cardeal Gualterio conseguiu se livrar do patrocínio de Olimpia Maidalchini, que se tornara muito premente. Participou do conclave de 1667, que elegeu o Papa Clemente IX. Optou pela diaconia de S. Angelo in Pescheria, 14 de novembro de 1667. Optou pela diaconia de S. Maria in Cosmedin, 12 de março de 1668. Renunciou ao governo da diocese antes de 30 de abril de 1668; sucedido por seu sobrinho Giannotto Gualterio. Optou pela ordem dos cardeais presbíteros fora do consistório, em 25 de dezembro de 1668. Optou pelo título de S. Eusébio, em 15 de janeiro de 1669. Participou do conclave de 1669-1670, que elegeu o Papa Clemente X. Camerlengo do Sacro Colégio de Cardeais de 15 de janeiro de 1672 até 1º de janeiro de 1673.
Morreu em Roma em 1º de janeiro de 1673, às 13 horas, repentinamente, de uma apoplexia, depois de se confessar e se preparar para celebrar a missa, Roma. Transferido para Orvieto e enterrado no túmulo de sua família naquela catedral